# كمش (أمجز)
کمش (بالفارسية: کمش) هي قرية تقع في إيران في قسم أمجز الريفي. يقدر عدد سكانها بـ 0 نسمة بحسب إحصاء 2016.